# Reichsministerium für Volksaufklärung und Propaganda

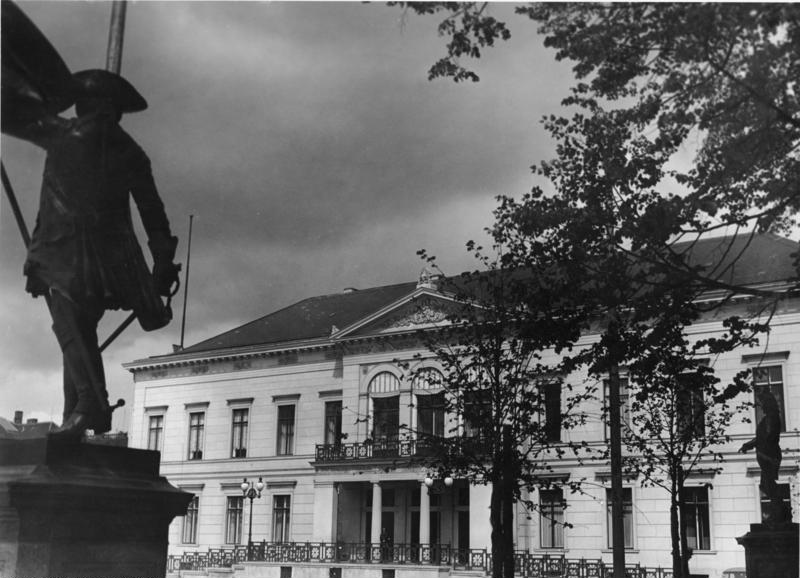
Högkvarteret för Reichsministerium für Volksaufklärung und Propaganda 1936.

Reichsministerium für Volksaufklärung und Propaganda, även Propagandaministerium, RMVP, (Ministeriet för allmänhetens upplysning och propaganda), var en myndighet i Nazityskland som arbetade med att genomdriva den nationalsocialistiska ideologin i hela det tyska samhället. Generellt kallades denna strävan Gleichschaltung, "likriktning". Den tyska pressen och kulturlivet var till stor del direktstyrda av ministeriet, även om andra organisationer hade överlappande uppgifter, något som var mycket vanligt i Nazityskland. Ministeriet grundades 1933 av Adolf Hitler och leddes under hela sin aktiva tid av Joseph Goebbels.

## Bakgrund
Ministeriet grundades den 14 mars 1933, några månader efter maktövertagandet av Adolf Hitlers regering, det kom att ledas av minister Joseph Goebbels. Det nya departementet, vilket inrättade sitt kontor i 1700-talspalatset Ordenspalais mittemot Rikskansliet i Berlin, syfte var att man skulle centralisera nazisternas kontroll över alla aspekter av det tyska kulturella och intellektuella livet. Ett outtalat mål var att ge andra nationer intrycket av att nazistpartiet hade ett fullständigt och entusiastiskt stöd av hela befolkningen. De var ansvariga för att kontrollera de tyska nyhetsmedierna, litteratur, bildkonst, filmskapande, teater, musik och rundradion.

## Propaganda
Som den centrala verksamheten för nazistpropaganda, övervakade och reglerade de kulturen och massmedia i Nazityskland. Ett stort fokus inom propagandan fick Hitler själv, som glorifierades och framställdes som en heroisk och ofelbar ledare, han blev föremål för en personkult. En stor del av detta vad spontant, men en del iscensattes, som en del av Goebbels propagandaarbete. Ett exempel på detta var Hitlers tal på Nationalsozialistische Deutsche Arbeiterparteis, NSDAP, kongress i Nürnberg 1934. Hitler var i fokus och hans rörelser noggrant koreograferade. Kongressen var ämnet för filmen Viljans triumf, en av flera nazistiska propagandafilmer regisserades av Leni Riefenstahl. Den vann guldmedaljen vid filmfestivalen i Venedig 1935. Goebbels och hans departement var inblandade i både i kongressen och filmproduktionen.

## Organisation
Ministeriet var organiserat i sju avdelningar:
1. Division I: Administration och lagar
2. Division II: Massmöten; folkhälsa; ungdomar; tävlingar
3. Division III: Rundradio
4. Division IV: Nationell och utländsk press
5. Division V: Film och filmcensur
6. Division VI: Konst, musik och teater
7. Division VII: Skydd mot kontrapropaganda, både utländsk och inhemsk